# Aeroporto de Nagasaki
O Aeroporto de Nagasaki (em japonês: 長崎空港) (IATA: NGS, ICAO: RJFU) é um aeroporto internacional localizado na cidade de Ōmura e que serve principalmente à cidade de Fukuoka no Japão.